# Quercia Rogolone
È un albero antico, maestoso e bellissimo.

## Caratteristiche
Si tratta di un esemplare di rovere (Quercus petraea) dell'altezza di 25 metri e con un diametro di 2,5 metri. A quattro metri di altezza il fusto principale si divide nelle branche primarie che sostengono il resto della chioma. Si trova nel Bosco Impero e tra gli esemplari della sua specie è considerato il maggiore d'Italia dallo studioso di alberi monumentali Tiziano Fratus. , anche se di recente la quercia Demetra, nel parco Nazionale dell'Aspromonte, è stata classificata come la più antica quercia italiana: i suoi 934 anni la rendono uno degli alberi più antichi al mondo. 
Non lontano dal grande albero si trova il Rogolino (o Rugulin), un rovere di dimensioni e di età minori e di circa 200 anni di età. Secondo una analisi dendrocronologia effettuata da un istituto specializzato di Losanna il Rogolone attorno al 1730 era già un albero adulto.

## Storia
Secondo una analisi dendrocronologia il Rogolone attorno al 1730 era già un albero adulto. Alcune fonti riportano che attorno all'albero si svolgevano in passato riti pagani e, più di recente, feste popolari , oltre a riunioni del locale comune rustico, durante le quali venivano dibattute le questioni di interesse degli abitanti della zona. A circa 150 metri dal Rogolone si trova inoltre un casolare che custodisce una sorgente d'acqua pura, ad ulteriore testimonianza dell'importanza di questo luogo nella storia.
Nelle vicinanze dalla quercia si trova anche un masso erratico con incise alcune coppelle: piccoli incavi spesso unite da canaletti e da altri segni non figurativi, ad ulteriore testimonianza dell'importanza di questo luogo dei millenni.  
Nel 1928, ai sensi degli articoli 2 e 4 della legge 11 giugno 1922 n. 778 che garantisce la tutela delle bellezze naturali e degli immobili di interesse storico, il comune di Grandola ed Uniti è fra i primi comuni d'Italia a richiedere ed ottenere il vincolo del Ministero a protezione del Rogolone. L'albero è stato donato alla associazione Italia Nostra, che se ne prende cura dal 1987.

## Accesso
Dal centro comunale si può raggiungere il Rogolone a piedi con un itinerario segnalato di circa mezz'ora di durata.